# 高柳広蔵
高柳 広蔵（たかやなぎ ひろぞう、1867年1月18日（慶応2年12月13日） - 1947年（昭和22年）2月14日）は、日本の政治家。北海道岩見沢の村長・町長・市長を務めた。

## 経歴
1867年（慶応2年）1月、上野国（後の群馬県佐波郡豊受村、現伊勢崎市）に高柳家の四男として生まれる。東京法学院（現・中央大学）を卒業。その後、英語教師を経て、岩見沢に入植した。1895年（明治28年）7月、岩見沢村毛陽に入植し200町歩の開墾に従事。
1901年（明治34年）7月10日、同年6月11日に今井勇吉が辞職したため、村会の村長選挙により2代目岩見沢村長に選出され、就任。以来、39年間にわたり村長・町長・市長を務めた。1907年2月1日～1909年7月10日、町制施行に伴い初代岩見沢町長に就任。1909年、前岩見沢町助役だった小田切亮二に町長選で敗れる。
1913年10月20日、岩見沢町議に対して町長による再選の斡旋があったとの批判により小田切が辞任。同年12月11日（～1943年3月31日）岩見沢町長（3代目）に再就任。1943年5月12日～1945年4月25日、市制施行に伴い初代岩見沢市長に就任。1945年に市長を引退。その後、公職追放となる。
追放中の1947年、80歳で他界。
1952年（昭和27年）、「高柳広蔵翁顕彰会」が市の有志らによって設立され、功績を称え市庁舎前庭に銅像が立っている（1953年8月7日に建立）。

## エピソード
岩見沢草創期から入植・開墾していたことや、学識の深さから、岩見沢村民の推薦を受けて村長に就任。長期に渡り首長に留まっていたが、彼の政治手法は、大地主や豪農を優先・優遇するものであった。そのため、氏は「広蔵ではなく『狭』蔵である」と村民から批判されることも少なくなかった。

## 岩見沢市による説明
```
"高柳廣蔵は、慶応2年10月に高柳家の四男として上野国（後の群馬県佐波郡豊受村、現 伊勢崎市）で誕生。東京法学院（現 中央大学）を卒業後、英語教師を経て、父の勧めもあり明治28年に毛陽の開拓に入りました。明治34年村長就任後、延べ39年間にわたり村長、町長、市長を歴任。村長就任に伴い、俸給を抑えて積弊の一掃と緊縮財政をとりました。明治39年の町制施行により初代町長となり、鉄道国有化と工場の苗穂移転に伴う町勢の停滞を避けるため、年間予算の4倍規模の上水道を整備し、改良を重ねながら市街地発展を阻害していた飲料水の問題を解決しました。また用地や資金を確保し、空知農業学校（現 岩見沢農業高等学校）や岩見沢中学校（現 岩見沢東高等学校）を誘致するなど、大正末期にかけ4つの中等教育機関を設置し、昭和初期には老朽化が進んだ小学校校舎の計画的改築も進めました。そのほか、幾春別川を利用した川向土功組合の設立による農業の発展や岩見沢区裁判所の設置、大正14年の中心部大火後の迅速な復興住宅の建設、町民の要望に応えて昭和2年9月の町立病院の開院など、多くの功績を残しました。"
```

## 受賞歴
- 1939年（昭和14年）勲五賞
- 1944年（昭和19年）自治顕功賞
- 1963年（昭和38年）岩見沢市市制施行及び自治功労者表彰

## 家族
子息の高柳正雄も、岩見沢市内で小中学校校長を歴任したことにより、岩見沢市自治功労者表彰を受けている。
孫には北海タイムス代表取締役社長を務めた高柳幸雄などがいる。